# بيتر تومبكينز
بيتر تومبكينز (بالإنجليزية: Peter Tompkins)‏ هو صحفي وكاتب أمريكي، ولد في 19 أبريل 1919 في أثينا في الولايات المتحدة، وتوفي في 24 يناير 2007 في شبردزتاون في الولايات المتحدة.

## وصلات خارجية
- بيتر تومبكينز على موقع IMDb (الإنجليزية)